# Vorskla
Vorskla (russisk og ukrainsk: Ворскла tr. Vorskla) er en  biflod til Dnepr der løber i Rusland og det nordøstlige Ukraine.
Floden er 464 km lang, har et afvandingsareal på 14.700 km² og er sejlbar fra udmundingen i Dnepr til Kobelyaky.
En gammel fort, der menes at være Gelonos, ligger ved Vorskla syd for Okhtyrka. Vorskla er blandt andet kendt for slaget ved Vorskla i 1399. I 1709 blev byen Poltava på bredden af Vorskla belejret af den svenske kong Karl XII.
Vorsklas største bifloder er: Vorsklytsia, Boromlya, Merlo, Kolomak, og Tahamlik.
Ved floden ligger blandt andet byerne: Poltava, hovedstaden i Poltava oblast, Okhtyrka og Kobeljaky.